# Cacostola vagelineata
Cacostola vagelineata là một loài bọ cánh cứng trong họ Cerambycidae.